# Stanley, Carolina de Nord
Stanley este un oraș din comitatul Gaston, statul Carolina de Nord, Statele Unite ale Americii. La data recensământului din anul 2000 populația localității fusese de 3.053 de locuitori.

## Geografie
Stanley este situat la coordonatele de 35° 21' 30" N și 81° 5' 49" V.
Conform Biroului de statistică al Statelor Unite, orașul are o suprafață totală de 6 km², din care circa 5,57 km² reprezintă uscat și o mică parte, 0,43%, apă.

## Vedeți și
- Listă de orașe din statul Carolina de Nord